# AC Aceca

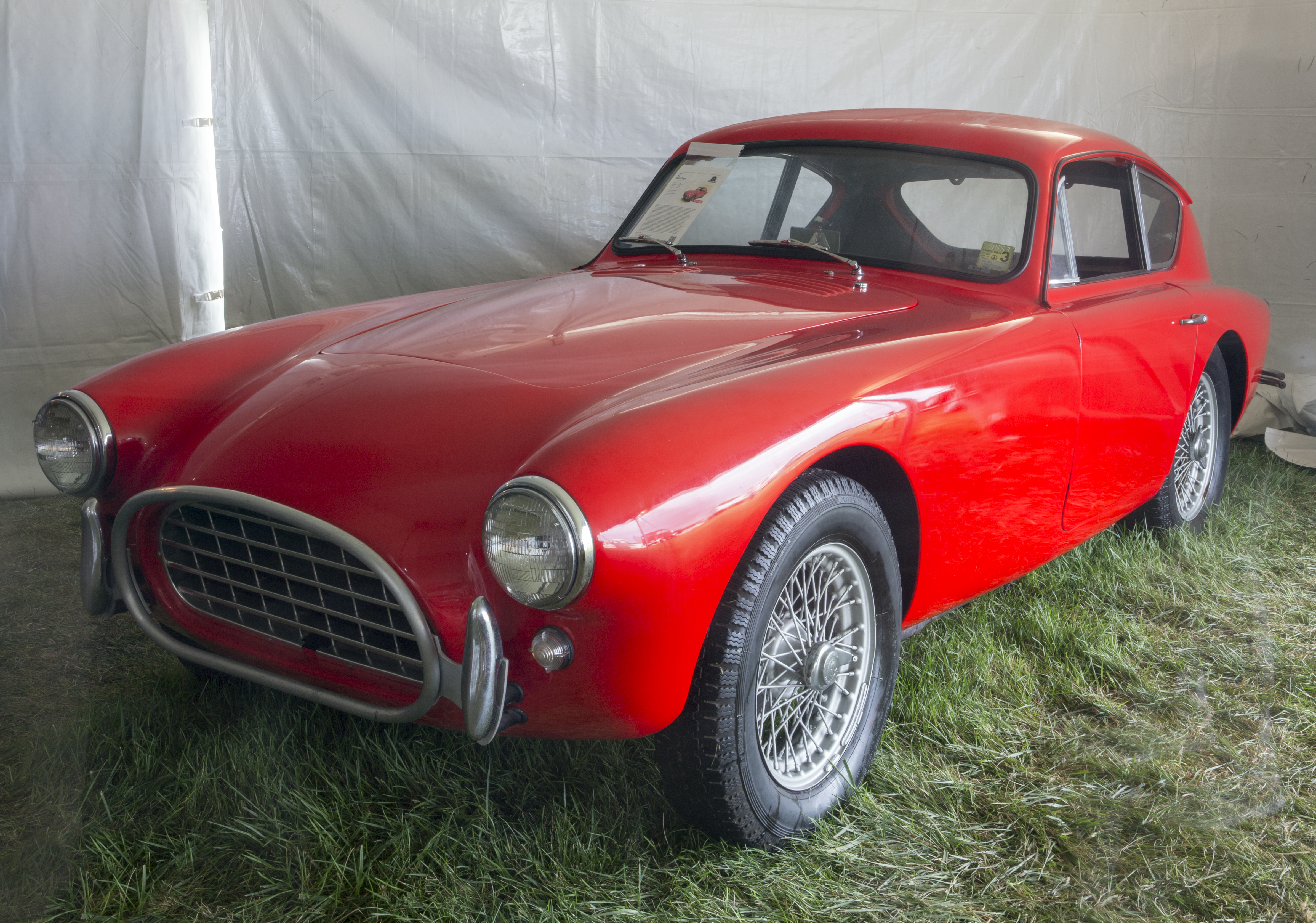
1958 AC Aceca

Aceca (произносится «A-See-Ка») является закрытым купе от британской компании AC Cars, которое производилось с 1954 до 1963 года. Автомобиль изначально был с двигателем от AC, но также с 1956 по 1963 года, была доступна версия с двигателем от Bristol, которая называлась Aceca-Bristol. Несколько автомобилей были построены с 1961 по 1963 год с тюнингованным двигателем от Ford Zephyr объёмом 2553 см³ и продавались как AC Aсеса
, Aceca был построен вручную на основе открытой двухместной AC Ace, в лучших британских традициях Grand Tourer, с использованием ясеня и стальных труб. Одной из примечательных особенностей был кузов хетчбэк, который сделал Aceca лишь вторым автомобилем с таким кузовом после Aston Martin DB2 / 4 1953 года.
На момент остановки производства в 1963 году было построено 151 Aceca, 169 Aceca-Bristol и 8 моделей с двигателем от Ford. Как и в случае с Ace, AC использовала номера шасси, начинающиеся с AE для автомобилей с двигателем от AC, BE для автомобилей с двигателем от Bristol, и RS для тех, кто оснащен агрегатом от Ford. " X " после первых двух букв означает экспортную модель.
Основное различие между Aceca и Aceca-Bristol заключалось в двигателе. Оба использовали рядный шестицилиндровым двигатель, у Aceca был двигатель от AC с верхним распределительным валом, мощностью 90 л. с. (67 кВт) и объёмом 1991 см³ (121,5 куб.дюйма), который также использовался на более легком AC Ace, в то время как Aceca-Bristol использовал двигатель мощностью 125 л. с. (93 кВт) «D-Type» объёмом 2,0 л (1971 куб. См / 120 дюймов³) от Bristol Cars. Aceca-Bristol также был доступен с менее мощным двигателем от Bristol типа B мощностью 105 л. с. (78 кВт). Спецификация Bristol была дороже на 1000 долларов по сравнению с Aceca и стоила 5400 долларов в США. В Великобритании базовая машина стоила 1722 фунта стерлингов.
По некоторым данным, дизайн передней части Ace и Aceca, разработан Пинином Фариной для AC в конце 1940-х годов. Альтернативная теория состоит в том, что дизайн был подсмотрен у Ferrari Barchetta того времени. Автомобиль получился достаточно легким за счет трубчатой рамы, алюминиевого блока двигателя и алюминиевых панелей кузова. Большие 16-дюймовые диски со спицами и распределение веса почти 50/50 обеспечили исключительную управляемость на дорожном покрытии. Позже с 1957 года Aceca стали оснащать дисковыми тормозами передних колес, все они имели общую поперечную пластинчатую рессору IRS, шарнирно-сочлененные задние полуоси, червячное шестеренчатое рулевое управление, также имелась опциональная повышающая передача на 2-й, 3-й и 4-й передачах, изогнутое ветровое стекло и ковшеобразные сиденья, обтянутые кожей. Передняя и задняя подвеска независимая на поперечных листовых рессорах.
AC Aceca был показан в британской программе Car SOS (серия 4, серия 2).

## Асека-Бристоль
Рядный шестицилиндровый двигатель от Bristol, установленный на Aceca-Bristol, был основан на конструкции от BMW с чугунным блоком и алюминиевой головкой блока цилиндров. Он имеет один распределительный вал с толкателями, идущими вертикально к коромыслу на впускной стороне двигателя, и дополнительными горизонтальными толкателями, проходящими в 6 трубках над верхней частью двигателя, чтобы достичь коромысел выхлопных газов. Две наклонные крышки коромысел придают двигателю внешний вид, аналогичный расположению верхнего распределительного вала. Три рядных карбюратора Solex с нисходящим потоком были прикреплены болтами непосредственно к головке цилиндров с помощью небольших переходных пластин.

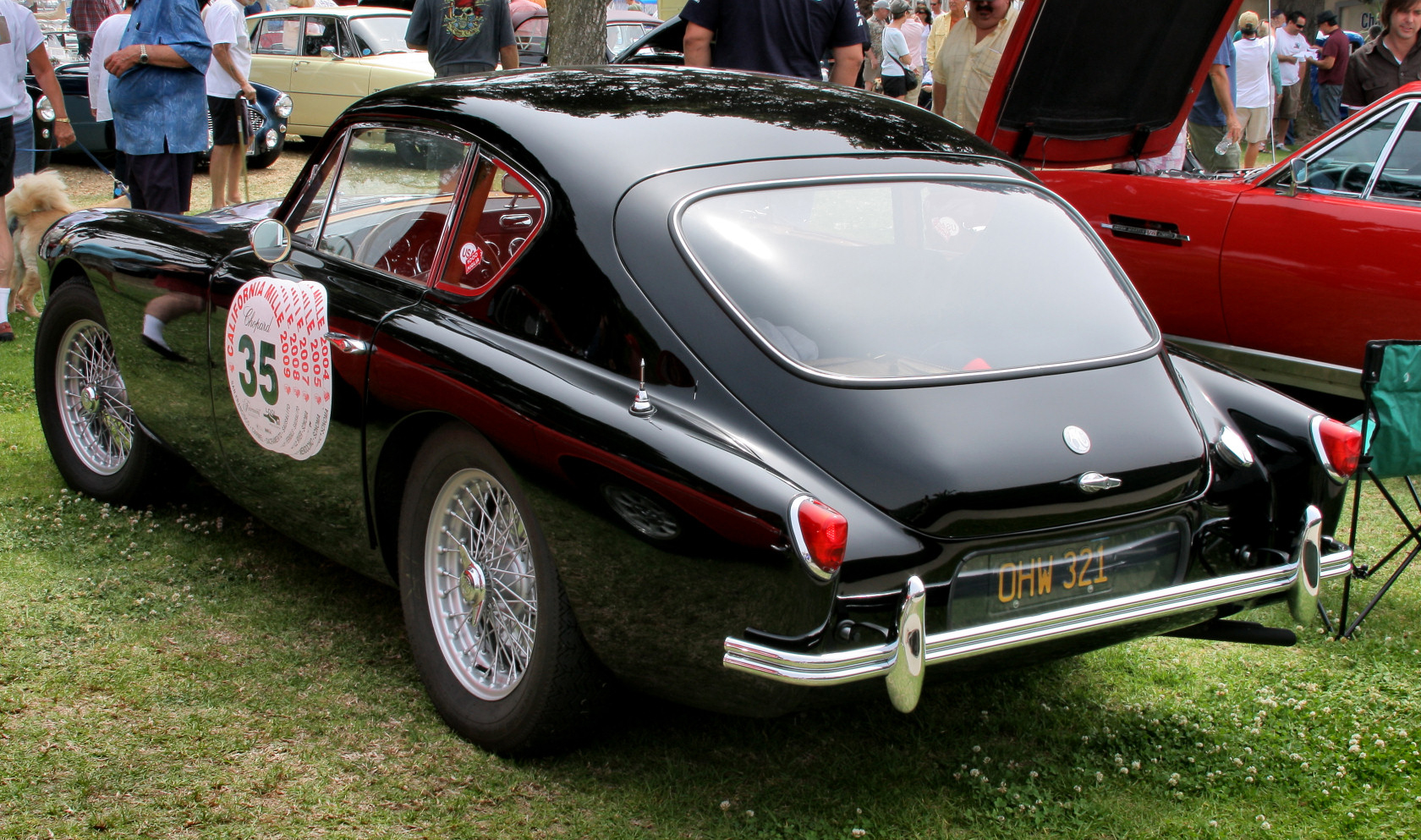
Bristol-engined AC Aceca (1957)